# Favila (roi des Asturies)
Pour l’article homonyme, voir Favila, son grand-père..
Favila des Asturies (mort en juin 739), est roi des Asturies de 737 à 739.

## Biographie
Favila (ou Fafila) est le seul fils de Pélage le Conquérant et de son épouse Gaudiosa (es). En 711, lors de l'invasion de la péninsule Ibérique par les musulmans, il se réfugie avec son père dans les monts Cantabriques. Il l’accompagne lors de la fondation du royaume des Asturies et dans les premiers combats contre les musulmans, avant de lui succéder en 737.
Le petit royaume dont il hérite, entouré par les monts Cantabriques, le fleuve Eo et le fleuve Ansón, ne doit sa survie qu’aux victoires initiales de Pélage.
Favila, au contraire de son père, n'a pas été très actif du point de vue militaire : c’est probablement pour cette raison qu'on sait peu de choses de lui et de son court règne.
Il meurt dès 739. D’après les chroniques, il est tué par un ours au cours d'une partie de chasse. Cette mort accidentelle cache cependant peut-être un assassinat.
Il est enterré à Cangas de Onís, dans la chapelle Sainte-Croix, qu’il a lui-même fait construire, aux côtés de son épouse, Froliuba.
Cette dernière ne lui a donné qu’une fille, Favinia. C'est donc Alphonse, le mari de sa sœur Ermesinde qui lui succède, devenant Alphonse Ier des Asturies.